# Eumerus inopinatus
Eumerus inopinatus är en tvåvingeart som beskrevs av Violovitsh 1981. Eumerus inopinatus ingår i släktet månblomflugor, och familjen blomflugor.
Artens utbredningsområde är Primorye. Inga underarter finns listade i Catalogue of Life.